# Kim Meylemans
Kim Meylemans (Amberg, 7 maart 1996) is een Belgisch-Duits skeletonster.

## Levensloop
Meylemans werd geboren in Duitsland, maar heeft Belgische ouders, en komt sinds 2014 uit voor België.
Ze kwam in 2009 in aanraking met de sport skeleton, toen ze in een astmacentrum in Berchtesgaden verbleef. Ze kwam eerst uit voor Duitsland, en kwam voor dat land uit op de Olympische Jeugdwinterspelen 2012 te Innsbruck. In januari 2012 won ze een Europacupwedstrijd in Oostenrijk. In december 2013 won ze een Europacupwedstrijd in Winterberg. In 2018 vertegenwoordigde ze België op de Olympische Winterspelen in Pyeongchang. Ook in 2022 nam ze deel aan de Olympische Winterspelen, in Peking. In 2024 werd ze op de baan van Sigulda te Letland Europees kampioene.
In 2020 nam ze deel aan De Slimste Mens ter Wereld, maar viel af na 1 keer deelgenomen te hebben. Meylemans heeft een relatie met collega-skeletoni Nicole Rocha Silveira.

## Resultaten
| Jaar | Plaats      | Rang |
| ---- | ----------- | ---- |
| 2018 | Pyeongchang | 14e  |
| 2022 | Peking      | 18e  |

| Jaar | Plaats    | Rang   |
| ---- | --------- | ------ |
| 2019 | Königssee | Zilver |

| Jaar | Plaats       | Rang |
| ---- | ------------ | ---- |
| 2015 | Winterberg   | 19e  |
| 2016 | Igls         | 14e  |
| 2017 | Königssee    | 05e  |
| 2019 | Whistler     | 20e  |
| 2020 | Altenberg    | 09e  |
| 2021 | Altenberg    | 09e  |
| 2023 | Sankt Moritz | 08e  |
| 2024 | Winterberg   | 0    |

| Jaar | Plaats       | Rang |
| ---- | ------------ | ---- |
| 2016 | Sankt Moritz | 14e  |
| 2017 | Winterberg   | 09e  |
| 2018 | Igls         | 08e  |
| 2019 | Igls         | 13e  |
| 2020 | Sigulda      | 05e  |
| 2021 | Winterberg   | 08e  |
| 2024 | Sigulda      | 0    |

### Wereldbeker
Eind- en dagklasseringen
| Seizoen | Rang | Punten | #1  | #2  | #3  | #4  | #5  | #6  | #7  | #8  |
| ------- | ---- | ------ | --- | --- | --- | --- | --- | --- | --- | --- |
| 2015/16 | 10e  | 1082   | 09e | 10e | 07e | 11e | 08e | 17e | 19e | 08e |
| 2016/17 | 15e  | 0766   | DNF | 21e | 16e | 14e | 18e | 06e | 10e | 16e |
| 2017/18 | 13e  | 0960   | 12e | 09e | 05e | 10e | 11e | 12e | 17e | -   |
| 2018/19 | 14e  | 0856   | -   | 13e | 12e | 18e | 12e | 11e | 11e | 12e |
| 2019/20 | 07e  | 1224   | 08e | 08e | 10e | 09e | 12e | 10e | 09e | 05e |
| 2020/21 | 07e  | 1056   | 05e | 06e | 17e | 11e | 09e | 08e | 08e | -   |
| 2021/22 | 12e  | 1056   | 0   | 6e  | 5e  | 13e | 5e  | 4e  | -   | -   |
| 2022/23 | 18e  | 0552   | -   | -   | -   | 9e  | -   | -   | 0   | 0   |
| 2023/24 | 0    | 1364   | 05e | 07e | 06e | 13e | 05e | 0   | 14e | 0   |
| 2024/25 | 13e  | 1051   | 13e | 07e | 0-  | 0   | 0   | 12e | 0   | 0-  |